# Body Electric
Body Electric è un brano musicale della cantautrice statunitense Lana Del Rey inserito nell'EP Paradise e utilizzato come prima colonna sonora dello short film della Del Rey Tropico ed inserito nella riedizione del suo album, Born To Die - The Paradise Edition. La canzone è stata scritta dalla stessa cantante insieme a Rick Nowles e prodotta da Rick Nowles e Dan Heath. Tutta la canzone è un riferimento a Walt Whitman, che viene anche citato nella seconda strofa Whitman is my daddy; da notare che il ritornello della canzone recita I sing the body electric, il nome di una delle poesie di Whitman.